# Guvernoratul Al Fayyum
Guvernoratul Al Fayyum (în arabă الفيوم) este o unitate administrativă de gradul I, situată  în  partea de nord a Egiptului. Reședința sa este orașul Al Fayyum.